# Uranotaenia novobscura
Uranotaenia novobscura är en tvåvingeart som beskrevs av Philip James Barraud 1934. Uranotaenia novobscura ingår i släktet Uranotaenia och familjen stickmyggor. Inga underarter finns listade i Catalogue of Life.